# Kuře na rožni
Kuře na rožni je kvazihistorický román od Jiřího Šotoly, poprvé vyšel v roce 1972 v němčině s názvem Vaganten, Puppen und Soldaten : Roman ve švýcarsko-německém nakladatelství C. J. Bucher. Následně bylo dílo vydáno roku 1974 jako svazek 012 samizdatové edice Petlice. V roce 1975 učinil autor v té době ne ojedinělou proklamativní sebekritiku v periodiku Tvorba, aby mohl opět publikovat svá díla a připojit se k oficiálně vydávané literatuře. Roku 1976 vyšel román oficiálně v nakladatelství Československý spisovatel. I kvůli politickým důvodům se knize dostalo zájmu literární kritiky až po vydání v roce 1984, opatřeném doslovem Miloše Pohorského, který se Šotolově tvorbě věnoval soustavně.

## Interpretace
V díle je popisován příběh člověka, jenž je válcován dějinnými událostmi doby napoleonských válek. Historie tvoří kulisu pro příběh o hledání smyslu existence. Hlavním tématem je svoboda, lidská sounáležitost, obecný vztah člověka a dějin, samotný smysl existence a hledání vlastní identity, tudíž témata nadčasová a univerzální. Román vylučuje myšlenku dějinného řádu a smysluplnosti a dějiny vnímá jako směšný chaos dopadající na všechny. V románu se potkává filozofický potenciál textu s jeho pikareskní stránkou. Ironie a zesměšňování vážných a nedotknutelných věcí jsou záměrem Šotolovy tvorby, k tomuto účelu často používá personifikaci abstraktních pojmů: „Bylo čtrnáctého června, dějiny měly svátek, dějiny měly hostinu. Vlast v růžové košili stála doma u okna a samou nedočkavostí si kousala nehty a poskakovala na jedné noze. […] Usnula i vlast, úhledně dřímala pod oknem na sofa, zdálo se jí o poručíkovi od kavalerie, měl temné oči, jizvu, knír a šeptal sonet na Lauřinu smrt, dřímala nemajíc potuchy, co švarných poručíků leží v kedlubnách země vlašské kousek na východ od vsi, které říkají Marengo, a s jakou ostudou, jak oškubaná musí vstoupit do nového století, ona i drahé mocnářství.“
Hlavní postava neodpovídá klasickému typu hrdiny, jedná se spíše o antihrdinu, kterému čtenář často přeje všechna úskalí, do kterých se dostane. Celé dílo je protkané absurditou, svět reálný se mísí s fikční říší utvořenou v představách tuláka pohybujícího se v prostředí pimprlových kočovných společností. Vyvrhel společnosti vlastní volbou, který nepropadl představě o svém dějinném úkolu, přesto jej dějiny v podobě války pronásledují a on před nimi musí utíkat. A i když se mu naskytne možnost usadit se a žít v relativním pohodlí, vždy se začne nudit, cítí se nenaplněn a odloučen a vydá se znovu putovat bez cíle, jde o způsob existence hlavního hrdiny.
Napříč celým dílem promlouvá Matěj Kuře s přízraky jeho mysli. Bůh je karikován, připodobněn k lidské postavě pomateného staříka, který není schopen měnit sled událostí a je spíše pozorovatelem než hybatelem. Bůh je tedy vypodobněn jako iluze vyšší moci, i přesto, že by měl představovat v myšlenkách idealitu. Loutky naopak představují reálnou podobu Matěje. Vyobrazují jeho osobnost, sdílí s hlavní postavou pocity, které se v nich promítají, či dokonce představují části jeho roztříštěnou auto-projekci. V určitých momentech shodujících se dynamikou příběhu loutky slouží jako kulturní archetypy nebo typizované postavy. Tyto možnosti výkladu se mění v rámci kontextu a potvrzují tak fenomén mnohoznačnosti v tomto díle.
Text je silně ovlivněn dramatem, samotná postava cituje z divadelních her a zapojuje se do děje jako by vstupoval na scénu: „Matěj nejdřív opatrně pokoukal přes vrátka vzadu u stodoly a pak si řekl hop, luskl prsty do portálu, ať vytáhnou oponu, a vkročil na rodný dvůr.“ Celý jeho život se točí kolem divadla a sám je artistou využívající loutky. Text je z velké části tvořen dialogem, hlavní postava rozmlouvá se svými vnitřními démony, s loutkami nebo např. s vypravěčem. Dochází k míšení vysokého a nízkého stylu, vypravěč mluví převážně spisovným jazykem, postavy pak jím charakteristickou mluvou – objevuje se zde mluva vesnická, vojenská terminologie, vulgarismy, germanismy a další prvky obohacující text. Věty bývají dlouhé, složité a plné pestrosti a uměleckých jazykových prostředků. Autor je implicitní, vypravěč v er-formě.
Nutno dodat, že dílo je velmi složité a lze na něj nahlížet několikero přístupy a vyznačuje se svou mnohoznačností. Interpretace je do vysoké míry volná a v rozdílných rukou otevírá nové otázky, na které často – možná záměrně – nedostáváme odpovědi.

## Příběh
Vypravěč nalezne na půdě starého domu ve Východních Čechách krabici krámů, ze kterých si začne skládat příběh o majiteli krabice. Dál pátrá po střípkách minulosti záhadné postavy jménem Matěj Kuře a předkládá nám jeho putování. To začíná odvedením nedobrovolným narukováním do bitvy u Marenga. Při první příležitosti se Matěj schová a bitvu prospí, následně dezertuje a pokračuje v jeho osamělé pouti v roli zběha. Z vyprávění se dozvídáme, že postava má bohatou zkušenost s komediantstvím, svůj život nechal za sebou, dědictví přenechal svému bratrovi a vydal se do světa jako potulný kejklíř. Díky této zkušenosti se vydal hledat bezpečí do Itálie mezi společnost jemu podobným, za provazolezci, kteří znají jeho bývalou lásku La Tournesse. Po nezdárném pátrání po jeho lásce se přes známost dostává na zámek hraběte Valdštejna jako dramaturg Luigi Sevastino. Ihned je odhalen hraběnkou Francizskou, která jeho původ neprozradí a užívá si jejich večerní rozpravy. Všemi je brzy shledán za neschopného, hrabě převezme režii do vlastních rukou a Luigimu je přiřknuta role sochy. Při představení je Luigi i obecenstvo znuzeno, postava tak vezme zábavu do vlastních rukou a začne vtipným způsobem kazit svou roli do vyvrcholení, kdy mu spadnou kalhoty a veškeré obecenstvo civí na vystrčenou zadnici. Je tak vyhozen a pokračuje ve svém sisyfovském údělu. Při popíjení v místní hospodě je odhalen a nucen utéct do piaristické školy, kde se setkává s páterem Prosperem, kterého poznal při působení na zámku. Vyprosí si azyl a zdánlivě to vypadá, že našel místo, kde by mohl být šťastný. I přes pohodlí a smysl v podobě režimu, práce a denní náplně se cítí protagonista prázdný a přemýšlí nad útěkem. Během pobytu začíná promlouvat s přeludy jeho mysli, s bohem a jeho milovanou. Jimi je podnícen k další cestě za nalezením zlatého sviště. Rozhodnut pro útěk ukradne cestou, co může, potká se s páterem, vede s ním dialog, mizí z prostorů křesťanských a „Matěj Kuře opět vyplouvá na širý oceán.“V přirozeném prostředí, hospodě, se z bratříčkuje s pofiderními lidmi, kteří ho připraví o vše, co předtím sám nakradl. Ocitá se v dešti, na zemi, v blátě.
Matěj se po dlouhé době vrací domů, kde ho mají za mrtvého. Vřelého přivítání se nedočká, bratr Lukášek se bojí, že ho chce připravit o majetek. V domě vládne špatná atmosféra, Lukášek nenávidí svoji manželku. Je příliš stará a nerudná. Oba si špatné vztahy vybíjí na dcerce manželky, Barborce, která je bratrova nevlastní. Matěj však nemá nejmenší zájem o majetek, chce jen mít střechu nad hlavou a hledět si svého. Lukášek bratrovi nevěří a zjistí, že je zběhem, v tu chvíli má svého staršího bratra v hrsti a nastaví ultimátu, že musí po zimě zmizet. Po zhoršení situace mezi sezdanými se Lukášek uchýlí k alkoholu a zavítá do stodoly, kde spí Barborka. Barborku znásilní a začne se vracet každou noc. Matěj si vypěstuje k Barborce citové pouto a nalezne po dlouhé době světlo ve svém životě. Když objeví svého bratra při aktu, je poprvé schopen nesobecké akce a Barborku odvede pryč, bere s sebou i svůj ansámbl loutek. Společně se potulují a Matěj začne vydělávat peníze na svých loutkových představeních, protože se chce postarat o Barborku a její nenarozené dítě, nalézá tak smysl své poutě. I přes snahu žijí ve špatných podmínkách a Barborka při porodu umírá a následuje jí i narozené dítě. Matěj nechápe, co se stalo a proč se to stalo. Poprvé byl sám s pocitem, že sám být nechce. Jeho stav se prohlubuje a čím dál tím více se ponořuje do dialogů s loutkami a stává se opravdickým vagabundem: „Vagabundem se Matěj stal teprve teď. Teprve od nynějška se pohyboval naprosto bez cíle, bez útočiště, bez vyhlídky na spásný nápad, podvod, trik, který vše na čásek vyřeší. Probudil-li se ráno na seně, neuvažoval o směru a vzdálenosti slámy, na níž mu bude večer přáno usínat. Bylo to lhostejné. Nebyla sebemenší možnost vyměnit svobodu za pekáč pečeně.“Matěj se po toulání v kruhu dostává k cizímu pasu, který mu otevře nové možnosti. Při vší jeho smůle je ale opět odhalen kvůli podvodu s pasem a je opětovně vzat do boje, tentokrát do bitvy u Slavkova. Z bitvy se mu podaří utéct a schovat se. Zapomenuté loutky se vydávají na cestu, potkají francouzské vojáky a jsou zmasakrovány – přerod loutek v „živé“ bytosti naznačuje nejen opuštění od své minulosti ale také konečné smíšení dvou světů, které už tuhle chvíli Matěj není schopný rozeznat. Matěj se uchýlí do krytého stohu slámy, kde už není schopen ničeho a pomalu tam umírá. Poslední výdech proběhne za přítomnosti všech jeho přízraků.